# گابریلا چیلمی
گابریلا لوچیا چیلمی (به انگلیسی: Gabriella Lucia Cilmi) (زادهٔ ۱۰ اکتبر ۱۹۹۱) خواننده و ترانه‌سرای استرالیایی است. بیشترین شهرت چیلمی به خاطر نخستین تک‌آهنگ او با نام «Sweet About Me» است که در مارس ۲۰۰۸ عرضه شد.